# Woluwe-Saint-Lambert
 (août 2025).
- Si vous ne connaissez pas le sujet, laissez ce bandeau (vous pouvez alors contacter les auteurs).
- Si vous supprimez le contenu mis en cause (vous pouvez préalablement contacter les auteurs),

argumentez précisément cette suppression dans la page de discussion
(un manque de référence n'est pas un argument ; une recherche réelle de référence doit avoir été effectuée, être formellement documentée).
 (août 2025).
Si vous disposez d'ouvrages ou d'articles de référence ou si vous connaissez des sites web de qualité traitant du thème abordé ici, merci de compléter l'article en donnant les références utiles à sa vérifiabilité et en les liant à la section « Notes et références ».
Pour les articles homonymes, voir Woluwe.
Woluwe-Saint-Lambert (/wɔ.ly.we.sɛ̃.lɑ̃.bɛʁ/ ; en néerlandais : Sint-Lambrechts-Woluwe) est l'une des 565 communes de Belgique et une des dix-neuf communes de la Région de Bruxelles-Capitale. Comme les autres communes de Bruxelles, elle est officiellement bilingue. Woluwe-Saint-Lambert est une commune résidentielle.[réf. nécessaire]

## Histoire
Les premières traces humaines sur le territoire de Woluwe-Saint-Lambert datent d'environ 4 000 ans avant notre ère. Cependant, la commune trouve ses origines historiques au XIe siècle, lorsque des défrichements sont réalisés dans la forêt de Soignes, le long de la rivière Woluwe, qui donne son nom au village. Une église dédiée à Saint Lambert est alors construite, marquant la naissance de la localité.
À la fin du XIIe siècle, Bruxelles commence à exercer son influence. Les chanoines de la collégiale Saints-Michel-et-Gudule obtiennent les droits ecclésiastiques sur la paroisse. Aux siècles suivants, des familles bourgeoises et des institutions bruxelloises acquièrent des propriétés dans la commune. Entre le XVIe et XVIIIe siècles, plusieurs demeures de campagne sont construites ou rachetées par la noblesse et la bourgeoisie, tandis que deux moulins à papier, actionnés par la rivière Woluwe, fournissent le marché bruxellois.
Les ducs de Brabant détiennent les droits seigneuriaux, qu'ils partagent avec d'autres seigneurs locaux, notamment les châtelains de Bruxelles, le lignage de Woluwe, ainsi que les abbayes de Forest et de Park-lez-Louvain. Jusqu'au XXe siècle, le territoire reste essentiellement rural, consacré à l'agriculture et aux activités connexes telles que la meunerie et la brasserie.
L'urbanisation débute vers 1890 avec la construction du boulevard Brand Whitlock, qui permet la création d'un quartier bourgeois organisé selon un plan en damier. Ce développement architectural voit se succéder les styles Art nouveau, Art déco et Modernisme. Progressivement, Woluwe-Saint-Lambert s'intègre à la région bruxelloise tout en conservant de nombreux espaces verts et des infrastructures collectives.

## Héraldique
|  | La commune possède des armoiries qui lui ont été accordées le 10 février 1936. Saint Lambert est le saint-patron de la commune et sur un sceau des XVIe – XVIIe siècles, il est montré portant les armoiries des seigneurs locaux. Le bouclier est composé des armes de la famille de Hinnisdael, seigneurs de Woluwe-Saint-Lambert au XVIIe siècle. Le village était à l'époque la capitale du Comté de Kraainem. Blasonnement : De sable au chef d'argent chargé de trois oiseaux de sable becqués et membrés de gueules rangés, l'écu posé devant et vers la dextre d'un Saint Lambert tenant de la dextre une crosse épiscopale tournée à senestre, de la senestre un livre ouvert et écrasant sous ses pieds un guerrier casqué tenant de la senestre une épée, le tout d'or. - Délibération communale : 24 juillet 1934 - Arrêté royal : 10 février 1936 - Moniteur belge : 20 mars 1936 Source du blasonnement : Heraldy of the World. |

## Géographie
- Si vous ne connaissez pas le sujet, laissez ce bandeau (vous pouvez alors contacter les auteurs).
- Si vous supprimez le contenu mis en cause (vous pouvez préalablement contacter les auteurs),

argumentez précisément cette suppression dans la page de discussion
(un manque de référence n'est pas un argument ; une recherche réelle de référence doit avoir été effectuée, être formellement documentée).

### Principales caractéristiques
- Le sud-est de Bruxelles, et particulièrement les deux Woluwe (l'autre étant Woluwe-Saint-Pierre), sont considérés comme des quartiers ultra-résidentiels de Bruxelles. Si les hôtels de maître et immeubles cossus se côtoient sur les grandes artères prestigieuses qui délimitent le quartier : avenue de Tervueren, avenue de Broqueville, boulevard Saint-Michel, entre autres, la commune est néanmoins multiforme.
- Le saint patron de la commune est Lambert de Maastricht.

### Le cours d'eau qui lui donne son nom
Longtemps à l'abandon, la Woluwe est à présent assainie et ses abords ont été aménagés en promenade, reliant différents parcs et étangs, le parc de Woluwe, le parc des sources, le parc Malou, et longe plusieurs vestiges du patrimoine ancien, le moulin de Lindekemale, l'ancienne ferme Hof-ter-Musschen (ferme des moineaux), ou le Slot, ancienne aile du château des comtes de Hinnisdael construit au début du XVIe siècle. Une autre branche de la promenade suit le tracé d’une ancienne voie de chemin de fer, dont les ponts ont été remplacés par des passerelles cyclistes et piétonnes.

### Communes limitrophes
| Schaerbeek | Evere                | Zaventem (Flandre) |
|            | Woluwe-Saint-Lambert | Kraainem (Flandre) |
| Etterbeek  | Woluwe-Saint-Pierre  |                    |

## Patrimoine

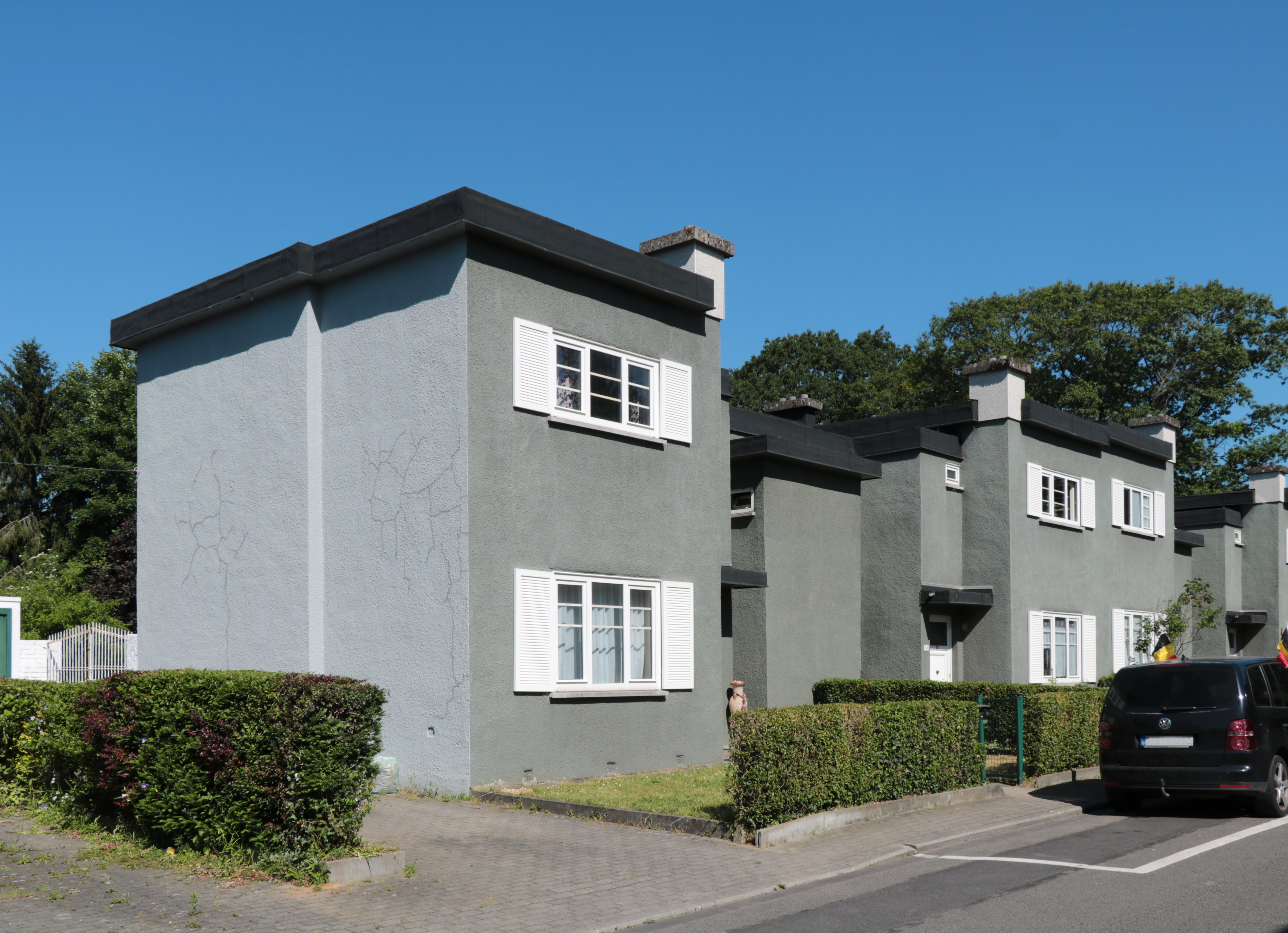
Cité-jardin du Kapelleveld.

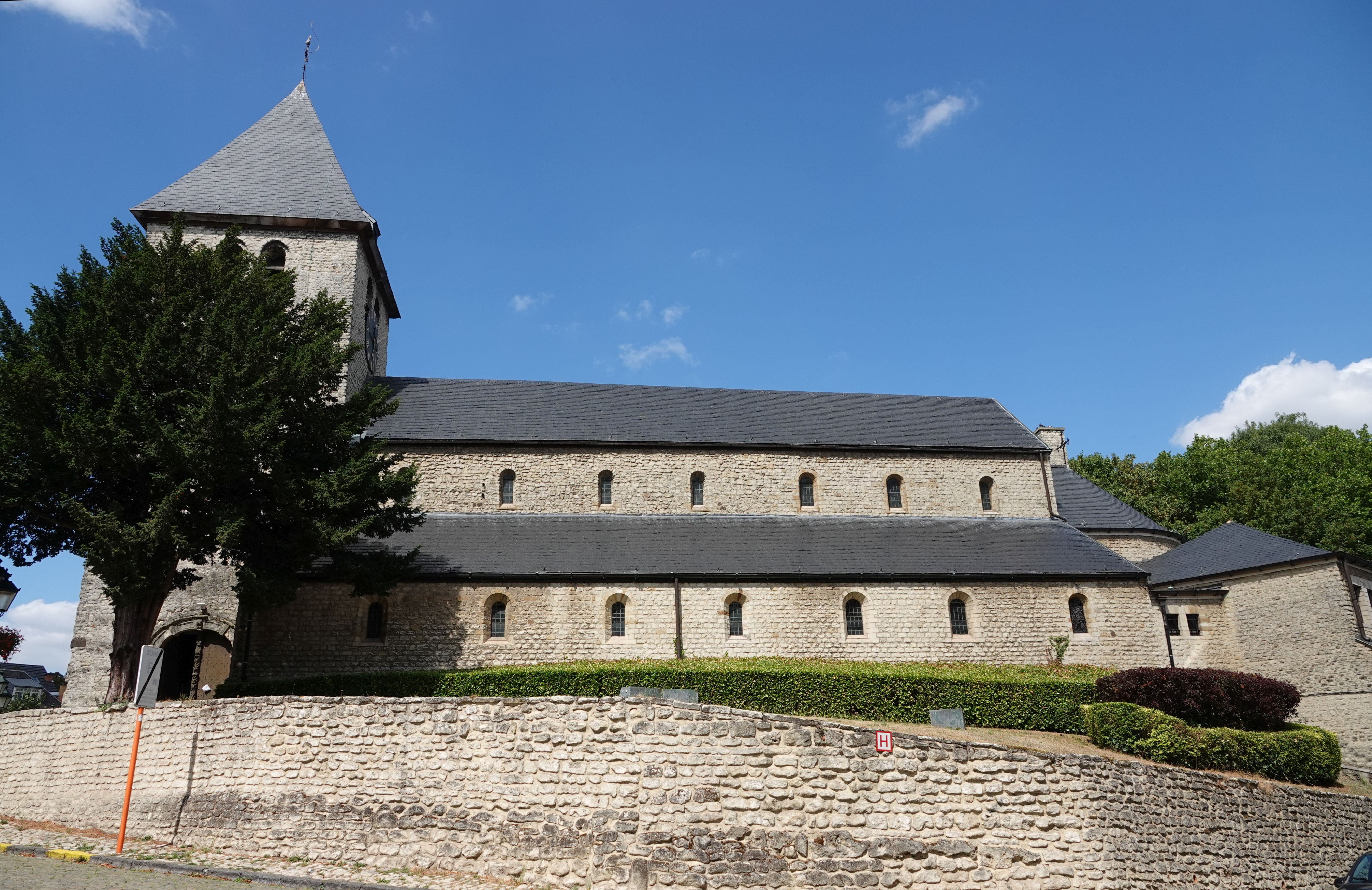
Église Saint-Lambert.

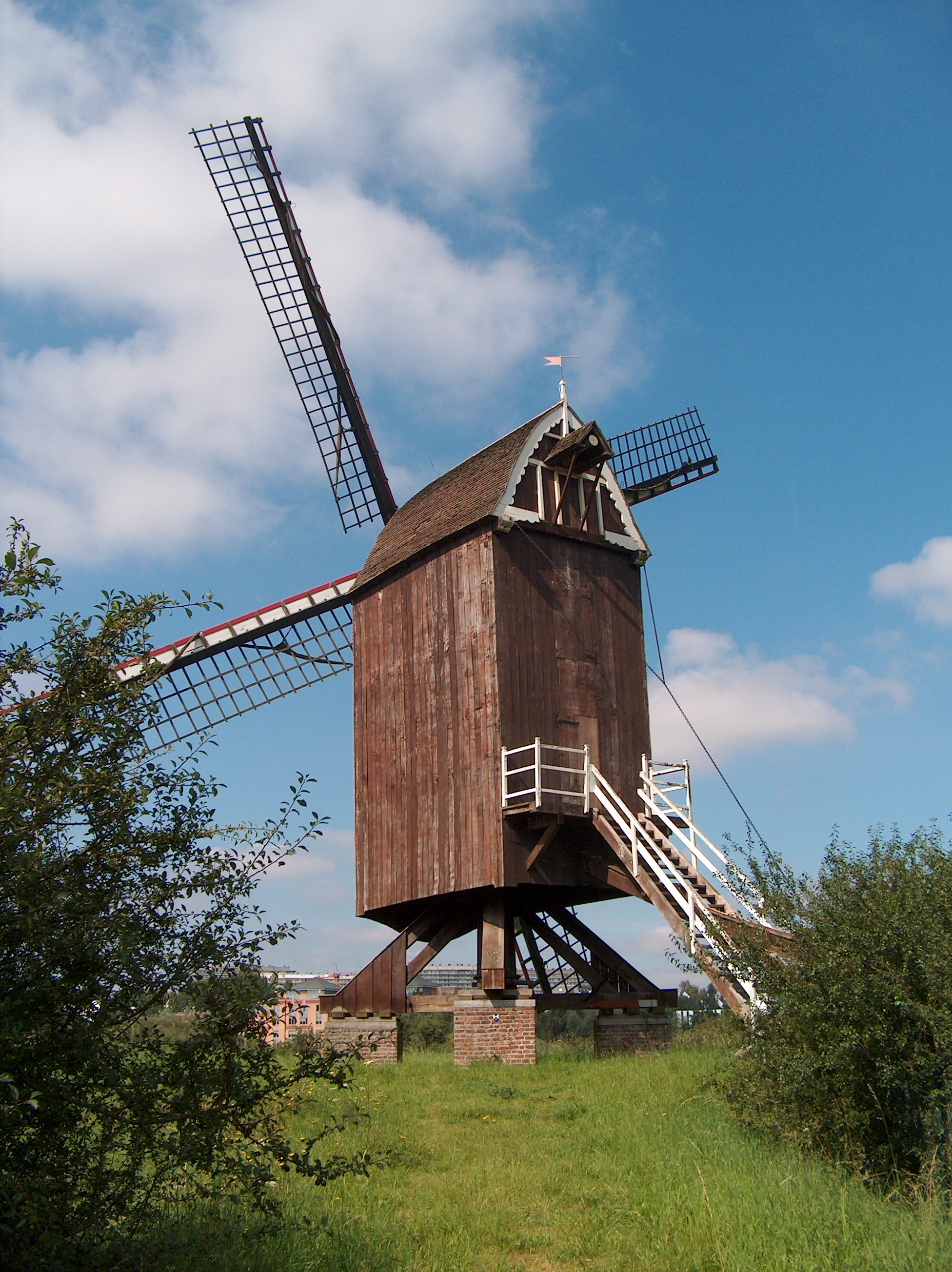
Moulin Brulé.

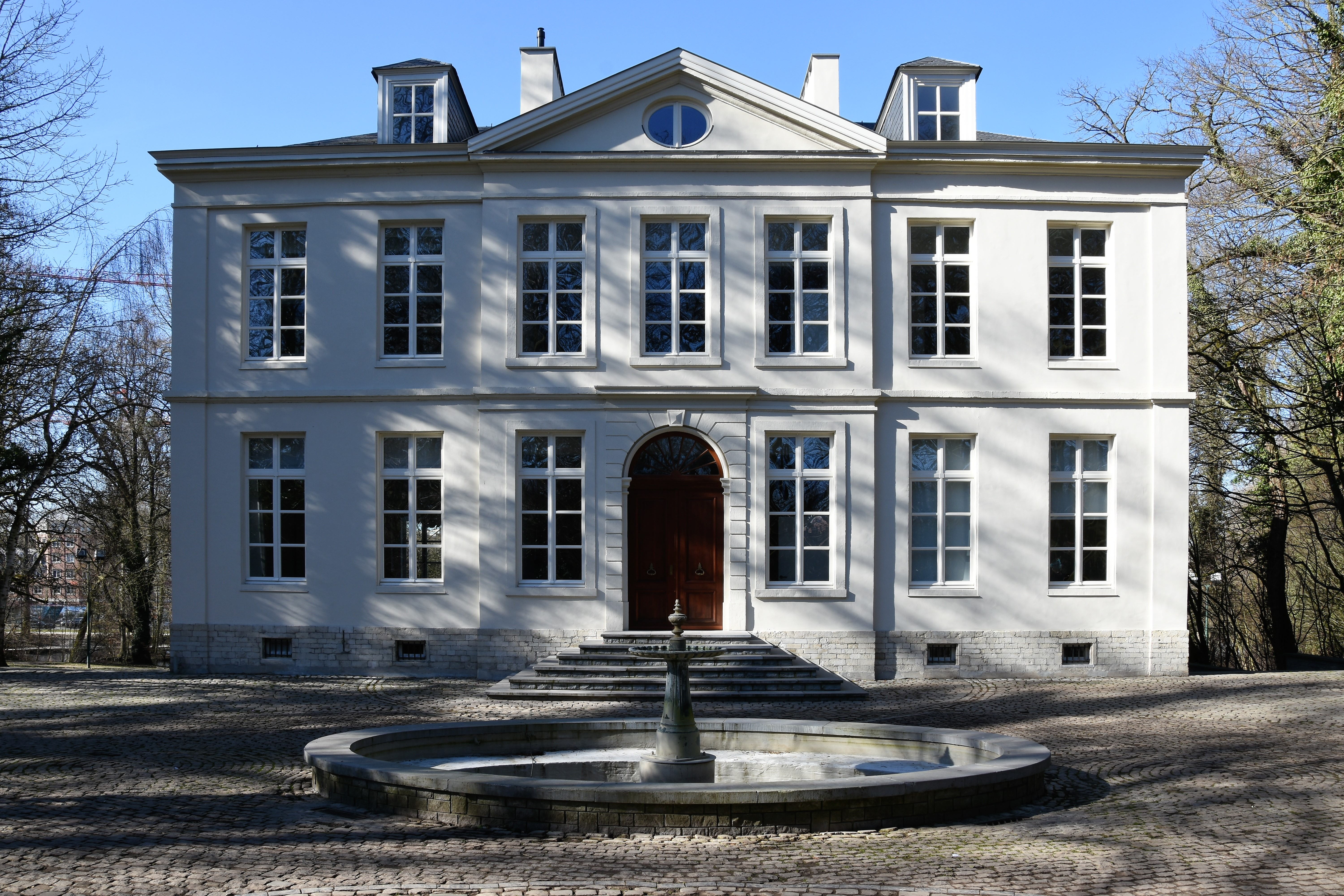
Château Malou.

Voir la liste des monuments classés de Woluwe-Saint-Lambert

### Institutions et monuments
- Chapelle de Marie-la-Misérable
- Château Malou, daté du début du XVIIe siècle
- Église Saint-Lambert, un des plus anciens monuments de la commune (XIIe siècle)
- Maison communale de Woluwe-Saint-Lambert, un bâtiment de style moderniste édifié par l'architecte Joseph Diongre en 1937
- Cité-jardin du Kapelleveld (modernisme, 1923-1926)
- Église Saint-Henri, dans le quartier de Lindhout
- Moulin à vent de Woluwe-Saint-Lambert
- Ancienne maison communale de Woluwe-Saint-Lambert
- Moulin de Lindekemale, sur la Woluwe.
- Wolubilis, village culturel et salle de spectacle inauguré au printemps 2006
- Institut Royal pour Sourds, Muets et Aveugles
- 't Hof van Brussel
- Bâtiment éco-construit Caméléon Woluwe

### Espaces verts

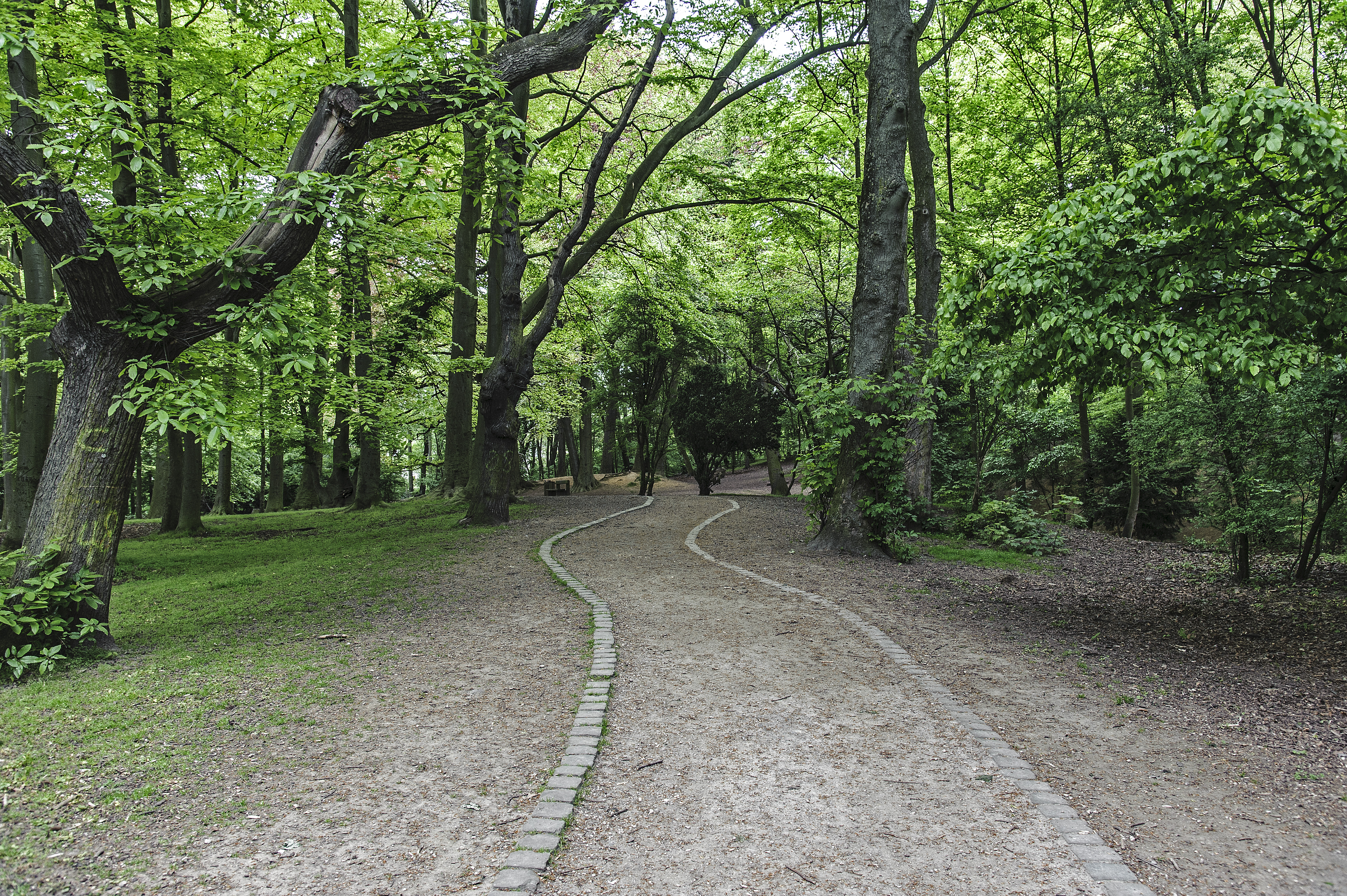
Le Parc de Roodebeek.

- Jardin des plantes médicinales Paul Moens
- Parc Georges Henri
- Tomberg
- Parc Malou
- Parc de Roodebeek
- Bois du Vellemolen
- Parc des Sources
- Parc Saint-Lambert
- Hof ter Musschen

## Enseignement et sport

### Enseignement
Le campus UCLouvain Bruxelles Woluwe (aussi appelé Louvain-en-Woluwe ou Alma) fondé par l'université catholique de Louvain compte plusieurs établissements d'enseignement supérieur et abrite plus de 10 000 étudiants :
- Les facultés de médecine et médecine dentaire, de pharmacie et des sciences biomédicales, de santé publique et les Cliniques universitaires Saint-Luc de l'université catholique de Louvain (UCLouvain).
- Haute École Léonard de Vinci (ergothérapie, éducation physique, kinésithérapie, biologie médicale, soins infirmiers, chimie, diététique et informatique) :
  - École centrale des arts et métiers (ECAM Bruxelles), depuis 2000.
  - Institut Supérieur d’Enseignement Infirmier (Parnasse-ISEI), depuis 1977.
  - Institut Supérieur Parnasse-Deux Alice (Parnasse-ISEI), depuis 2013.
  - Institut Paul Lambin (IPL), depuis 1973.
- École pratique des hautes études commerciales (EPHEC), depuis 2013.
- CLL Centres de Langues

### Sport
- Athlétisme : Royal White Star Athletic Club.
- Basket-ball : United Basket Woluwe
- Football : Royal Léopold Football Club (Matricule 5) joue en Promotion et Racing White Woluwe joue en deuxieume provinciale.
- Hockey : La Rasante – 16 titres de champion de Belgique en messieurs et 14 en dames.
- Natation : plongeon et water-polo : Royal Brussels Poseidon.
- Rugby : Kibubu Rugby Club, Division 3.
- Baseball et softball : Brussels Kangaroos.
- Ultimate Frisbee : en White Foxes
- Ultimate Frisbee : Flying Rabbits Ultimate Club, sélection championnat du monde 2018 Cincinnati.

## Politique

### Conseil communal de 2024
|       |                                 |        |       |       |         |     |         |
| Parti | Parti                           | Voix   | %     | +/-   | Sièges  | +/- | Collège |
|       | Liste du Bourgemestre - LIB·RES | 11 457 | 45,47 | 13,9  | 21 / 39 | 4   | Oui     |
|       | MR+                             | 5 100  | 20,24 | 9,1   | 8 / 39  | 4   | Non     |
|       | Les Engagés                     | 3 118  | 12,37 | 12,37 | 4 / 39  | 4   | Oui     |
|       | Ecolo                           | 3 038  | 12,06 | 4,7   | 4 / 39  | 2   | Non     |
|       | PS                              | 1 756  | 6,97  | 6,97  | 2 / 39  | 2   | Non     |
|       | Team Fouad Ahidar+1200          | 728    | 2,89  | Nv.   | 0 / 39  | Nv. | Non     |
| Total | Total                           | 26 585 | 100   |       | 39      | 39  | 25      |

### Résultats des élections communales depuis 1976
| Partis                     | Partis   | Partis                                           | 1976  | 1976  | 1982  | 1982  | 1988  | 1988  | 1994  | 1994  | 2000  | 2000  | 2006  | 2006  | 2012  | 2012  | 2018  | 2018  | 2024  | 2024  |
| Tendance                   | Tendance | Votes / Sièges                                   | %     | 35    | %     | 35    | %     | 35    | %     | 35    | %     | 35    | %     | 35    | %     | 37    | %     | 37    | %     | 39    |
| -------------------------- | -------- | ------------------------------------------------ | ----- | ----- | ----- | ----- | ----- | ----- | ----- | ----- | ----- | ----- | ----- | ----- | ----- | ----- | ----- | ----- | ----- | ----- |
| Communistes                |          | PCB-KPB                                          | 1,76  | 0     | 0,59  | 0     | -     |       | -     |       | -     |       | -     |       | -     |       | -     |       | -     |       |
| Ecologistes                |          | Ecolo-Groen                                      | -     |       | 5,32  | 1     | 5,99  | 1     | 7,88  | 2     | 18,76 | 7     | -     |       | 10,89 | 3     | 16,79 | 6     | 12,06 | 4     |
| Socialistes                |          | PS-Sp.a/Vooruit                                  | 6,65  | 1     | 5,74  | 1     | 5,48  | 1     | 7,65  | 2     | 8,58  | 2     | -     |       | 6,64  | 1     | 4,41  | 0     | 6,97  | 2     |
| Chrétiens-Démocrates       |          | PSC/IRIS/Int.Com.-Gem.Bel./cdH/WolHu/Les Engagés | 31,09 | 12    | 18,83 | 7     | 15,8  | 5     | 20,47 | 7     | 20,85 | 7     | 6,88  | 1     | 9,92  | 3     | 7,55  | 2     | 12,37 | 4     |
|                            |          | CAP Woluwe                                       | -     |       | -     |       | -     |       | -     |       | -     |       | 40,49 | 16    | -     |       | -     |       | -     |       |
| Fédéralistes Francophones  |          | Défi                                             | 42,48 | 18    | 45,45 | 19    | 63,6  | 26    | 55,11 | 23    | 49,03 | 19    | 47,39 | 18    | 55,69 | 24    | 59,35 | 25    | 45,47 | 21    |
| Libéraux                   |          | PRL/MR/MR+                                       | 5,12  | 1     | 11,48 | 4     | -     |       | -     |       | -     |       | -     |       | 15,69 | 6     | 11,12 | 4     | 20,24 | 8     |
| Libéraux                   |          | VLD                                              | -     |       | -     |       | -     |       | 3,43  | 0     | -     |       | -     |       | -     |       | -     |       | -     |       |
| Extrême Droite Francophone |          | FN                                               | -     |       | -     |       | -     |       | 5,46  | 1     | 2,77  | 0     | 2,51  | 0     | -     |       | -     |       | -     |       |
|                            |          | KARTEL/WOLUWE                                    | 10,19 | 3     | 8,93  | 3     | 9,12  | 2     | -     |       | -     |       | -     |       | -     |       | -     |       | -     |       |
|                            |          | UDRT-RAD                                         | -     |       | 3,46  | 0     | -     |       | -     |       | -     |       | -     |       | -     |       | -     |       | -     |       |
|                            |          | THOMAS                                           | 2,7   | 0     | -     |       | -     |       | -     |       | -     |       | -     |       | -     |       | -     |       | -     |       |
|                            |          | Alternative Jeunes                               | -     |       | -     |       | -     |       | -     |       | -     |       | 2,72  | 0     | -     |       | -     |       | -     |       |
|                            |          | Team Fouad Ahidar                                | -     |       | -     |       | -     |       | -     |       | -     |       | -     |       | -     |       | -     |       | 2,89  | 0     |
|                            |          | Autres(*)                                        | -     |       | 0,21  |       | -     |       | -     |       | -     |       | -     |       | 1,17  |       | 0,77  |       | -     |       |
|                            |          | Total des votes                                  | 30891 | 30891 | 30930 | 30930 | 28725 | 28725 | 25885 | 25885 | 25427 | 25427 | 26116 | 26116 | 25433 | 25433 | 26415 | 26415 | 26585 | 26585 |
|                            |          | Participation %                                  |       |       |       |       | 86,91 | 86,91 | 86,03 | 86,03 | 84,6  | 84,6  | 87,76 | 87,76 | 85,04 | 85,04 | 85,92 | 85,92 | 82,61 | 82,61 |
|                            |          | Votes blancs ou nuls %                           | 3,11  | 3,11  | 3,35  | 3,35  | 4,12  | 4,12  | 4,07  | 4,07  | 4,75  | 4,75  | 4,44  | 4,44  | 3,52  | 3,52  | 4,93  | 4,93  | 5,22  | 5,22  |

 (*)1982: UNF 2012: Démocratie Nationale 2018: DEMOS

### Collège des bourgmestre et échevins (2024 - 2030)
À la suite des élections du 13 octobre 2024, la majorité en place est reconduite, unissant la Liste du Bourgmestre (LB - regroupant Lib.Res  (ex Défi) et Indépendance libérale) et Les Engagés.  
Le nouveau collège des bourgmestre et échevins est composé comme suit : 
| Fonction           | Nom (parti)                | Nom (parti) | Parti - Liste                       |
| ------------------ | -------------------------- | ----------- | ----------------------------------- |
| Bourgmestre        | Olivier Maingain           |             | Lib.res - Liste du Bourgmestre      |
| 1er Échevine       | Delphine de Valkeneer      |             | Lib.res - Liste du Bourgmestre      |
| 2e Échevine        | Jacqueline Destrée-Laurent |             | Indépendante - Liste du Bourgmestre |
| 3e Échevin         | Éric Bott                  |             | Lib.res - Liste du Bourgmestre      |
| 4e Échevine        | Tamara Lienart             |             | Indépendant - Liste du Bourgmestre  |
| 5e Échevin         | Gregory Matgen             |             | Lib.res - Liste du Bourgmestre      |
| 6e Échevin         | Philippe Jaquemyns         |             | Lib.res - Liste du Bourgmestre      |
| 7e Échevin         | Charles Six                |             | Lib.res - Liste du Bourgmestre      |
| 8e Échevin         | Michaël Loriaux            |             | Lib.res - Liste du Bourgmestre      |
| Présidente du CPAS | Fabienne Henry             |             | Lib.res - Liste du Bourgmestre      |

### Liste des bourgmestres
- 1947 - 1977 : Donald Fallon[15](PSC)
- 1977 - 2006 : Georges Désir[15](FDF)
  - 1989-1991 : Nicole Dereppe-Soumoy (FDF) (bourgmestre faisant fonction)
- Depuis 2006 : Olivier Maingain[15](DéFI) puis (Lib.res)

## Démographie

### Évolution de la population
| Habitants                       | 972    | 1 182  | 1 249  | 1 325  | 1 514  | 1 660  | 2 298  | 3 468  | 8 883  | 11 300 | 18 244 | 26 344 | 38 202 | 47 360 | 46 823 | 48 141 |
| Index                           | 100    | 122    | 128    | 136    | 156    | 171    | 236    | 357    | 914    | 1 163  | 1 877  | 2 710  | 3 930  | 4 872  | 4 817  | 4 953  |
| Année                           | 2000   | 2010   | 2015   | 2018   | 2019   | 2020   | 2021   | 2022   | 2023   | 2024   | 2025   |        |        |        |        |        |
| Habitants                       | 46 528 | 50 749 | 54 022 | 56 303 | 56 660 | 57 712 | 58 010 | 58 541 | 59 778 | 60 771 | 60 956 |        |        |        |        |        |
| Index                           | 4 787  | 5 221  | 5 540  | 5 792  | 5 812  | 5 924  | 5 960  | 6 013  | 6 146  | 6 252  | 6 271  |        |        |        |        |        |
| chiffres INS - 1830 = Index 100 |        |        |        |        |        |        |        |        |        |        |        |        |        |        |        |        |

Graphe de l'évolution de la population de la commune. 
- Source:INS - De:1806 à 1981=recensement de la population au 31 décembre; depuis 1990= population au 1er janvier[16]

La commune compte 35 696 logements occupés dont 2 669 logements sociaux.
5 076 élèves sont scolarisés dans le primaire dans la commune en 2011.
30 588 personnes travaillent sur le sol du territoire.
Les familles nombreuses (quatre enfants) représentent 1,1 % des ménages à Woluwe-Saint-Lambert (pour 2,6 % dans l’ensemble de la région).
24,6 % de la population de la commune de Woluwe-Saint-Lambert est de nationalité non belge mais issue de pays de l'Union européenne.

### Population étrangère
| Nationalité                                           | Population |
| France                                                | 3 745      |
| Italie                                                | 2 346      |
| Espagne                                               | 1 604      |
| Roumanie                                              | 1 289      |
| Portugal                                              | 1 120      |
| Pologne                                               | 1 074      |
| Grèce                                                 | 911        |
| Allemagne                                             | 872        |
| Inde                                                  | 692        |
| Ukraine                                               | 599        |
| Source : IBSA Brussels, chiffres au 1er janvier 2024. |            |

## Arts et culture

### Personnalités liées à la commune
- Olivia Borlée (1986 - ) et ses frères, les jumeaux Jonathan Borlée et Kévin Borlée (1988 - ), athlètes spécialistes du sprint, y sont nés ;
- Alice Cheramy (1907-2007), résistante belge, engagée en politique en faveur du roi Léopold III et de l'OTAN, y est décédée ;
- Vincent Debaty (1981 - ) et Christophe Debaty (1983 - ), joueurs internationaux de rugby à XV pour l'équipe de France pour le 1er et de l'équipe de Belgique pour le 2e, y sont nés ;
- Hergé (Georges Remi) (1907-1983), qui y a vécu dans les années 1930, y est décédé aux Cliniques universitaires Saint-Luc ;
- Alice Itterbeek (1902-1990), résistante et déportée à Ravensbrück et Oranienburg, vit dans la commune à partir de son mariage ;
- Oscar Jespers (1887-1970), y a résidé et y est mort ;
- Jules Malou (1810-1886), ancien chef de cabinet belge, y est mort ;
- Tarec Saffiedine, combattant de combat libre et gagnant du StrikeForce aux États-Unis ;

### Cinéma
- Vive le Duc ! (1959) est une comédie en noir et blanc de 72 minutes, coréalisée par Jean-Marc Landier, Michel Romanoff et Pierre Levie. Le film a été entièrement tourné à Woluwe-Saint-Lambert, qui sert de cadre principal pour représenter le village fictif de Capelle, Brabant bilingue. Plusieurs habitants de la commune ont participé comme figurants. La distribution inclut Francis Blanche, Marie-Josée Nat, Charles Janssens et Victor Guyau[18].

### Jumelages
La commune de Woluwe-Saint-Lambert est jumelée avec :
- Meudon (France) depuis 1958 ;
- Mbazi (Rwanda) depuis 1970.

### Folklore
Braderie Georges Henri
La braderie Georges Henri, événement annuel à Woluwe-Saint-Lambert, se tient sur l’avenue Georges Henri, généralement en septembre. Cet événement, organisée depuis environ 40 ans par l’association des commerçants locaux, inclut des stands de commerçants, des forains, des animations comme des parades, des échassiers et des fanfares. L’avenue devient piétonne pour l’occasion.
Un élément central du folklore est le défilé des géants Georges, Henri et Marie, accompagnés du chien noir. Ces figures, pesant respectivement 110 kg pour les frères et 125 kg pour Marie, sont portées par des membres d’associations bruxelloises, comme celles du quartier Bruegel et des Marolles. Apparus dans les années 1980, les géants étaient initialement liés au carnaval, initialement tenu au mois de mars, instauré pour promouvoir l’avenue commerçante. Leur défilé, interrompu après 2015 en raison d’un manque de porteurs et d’organisation, a repris en 2024 avec des géants restaurés.
Georges et Henri, figures masculines, sont des personnages sans lien historique précis avec la commune. Marie, introduite plus tard, rend hommage à Marie Lesueur, ancienne propriétaire du parc Malou avec son mari Pierre-Louis Van Gobbelschroy. Le chien noir, inspiré de légendes locales, représentant un esprit aquatique du parc Malou qui, selon le folklore, se transformait en chien terrifiant la nuit.